# Луј Пере
Луј Пере (фр. Louis Perrée; Париз 25. март 1871 — Ivry-la-Bataille, Француска, 1. март 1924) је био француски мачевалац који се такмичио крајем 19. и почетком 20. века.
Учествовао је на Летњим олимпијским играма 1900. у Паризу. Такмичио се у мачевању у две дисциплине мач појединачно и мечу аматера и професиналаца (тренера). У појединачној конкуренцији освојио је сребрну медаљу, изгубивши у финалу од Кубанца Рамона Фонста. У мечу аматери — професионалци учествовао је као аматер и делио је 5 место са још тројицом професионалаца.